# توپولوژی ترکیبیاتی
در ریاضیات، توپولوژی ترکیبیاتی (انگلیسی: Combinatorial topology) نامی قدیمی‌تر برای توپولوژی جبری بود که از زمانی استفاده می‌شد که متغیرهای توپولوژیکی فضاها (برای مثال اعداد بتی)، گرفته‌شده از تجزیه‌های ترکیبیاتی فضاها مانند تجزیه به مجتمع‌های سادکی تلقی می‌شدند. گوتفریت لایبنیتس در گذشته‌های نسبتاً دور (سال ۱۶۷۹) شکلی از توپولوژی ترکیبیاتی را متصور شده بود.